# Tapoga
Tapoga est l'un des sept arrondissements de la commune de Cobly dans le département de l'Atacora au Bénin.

## Géographie
L'arrondissement de Tapoga est situé au nord-ouest du Bénin et compte 4 villages que sont Pintinga, Sienou, Tapoga et Zanniouri.

## Démographie
Selon le recensement de la population de 2013 conduit par l'Institut national de la statistique et de l'analyse économique (INSAE), Tapoga compte 11 970 habitants.